# Pelemkerep
Pelemkerep is een bestuurslaag in het regentschap Japara van de provincie Midden-Java, Indonesië. Pelemkerep telt 5316 inwoners (volkstelling 2010).